# Zentralatlas-Tamazight

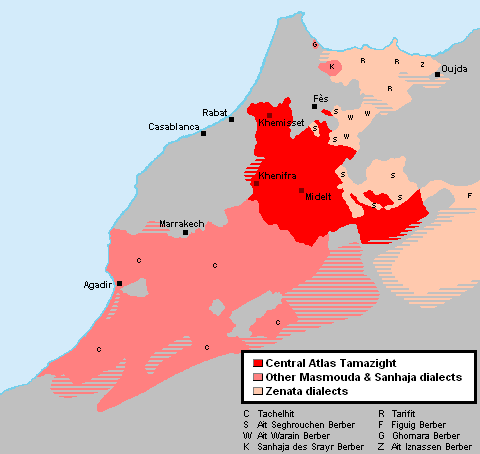
Verbreitungsgebiet des Zentralatlas-Tamazight (dunkelrot)

Zentralatlas-Tamazight oder einfach Tamazight (tamazirisch ⵜⴰⵎⴰⵣⵉⵖⵜ) bezeichnet einen bestimmten Berberdialekt in Zentralmarokko.

## Tamazight als Dialekt
Tamazight nennt man den in Zentralmarokko, vor allem im Mittleren Atlas, gesprochenen Berberdialekt, im Unterschied zu den zwei anderen in Marokko weit verbreiteten Dialekten: Taschelhit (im gesamten Süden Marokkos) und Tarifit (im Norden, vor allem im Rifgebirge). Der Unterschied zum Taschelhit ist gering, eine Verständigung ist recht gut möglich. Der Abstand zum Tarifit ist etwas größer, vor allem wegen der Aussprache; ein Großteil des Vokabulars ist gleich. Obwohl es keine offiziellen Daten gibt, geht man von 2,5 bis 3 Millionen Sprechern nur für den zentralmarokkanischen Tamazight-Dialekt aus.